# Domínio público

Símbolo, de reconhecimento legal, utilizado para indicar que uma obra está no domínio público

Domínio público é uma condição jurídica na qual uma obra não possui o elemento do direito real ou de propriedade que tem o direito autoral, não havendo, assim, restrição de uso de uma obra por qualquer um que queira utilizá-la. Do ponto de vista econômico, uma obra em domínio público é livre e gratuita. Nesse sentido, domínio público é o antônimo do Direito autoral.
Via de regra, nos países signatários da Convenção de Berna, uma obra entra no domínio público no mínimo 50 anos após o falecimento de seu autor, porém muitos países adotam prazos mais longos, principalmente 70 anos, alguns países ainda mais, por exemplo 100 anos no México. Tal prazo se refere tão somente aos direitos patrimoniais do autor, não se aplicando aos direitos morais, os quais são imprescritíveis. Ou seja, independente de uma obra estar ou não em domínio público, o autor deve ser sempre citado.
Outras situações em que a obra passa a ser de domínio público se dão quando o autor não deixa herdeiros e quando o autor é desconhecido.
No outro ramo da propriedade intelectual, o do campo material do direito industrial, a situação de domínio público se dá de forma inversa, pois através do sistema de marcas e patentes os direitos do criador intelectual podem durar ad aeternum conforme a renovação dos prazos de registro e extensão da titularidade junto ao órgão competente.

## História
Embora o termo "domínio público" não tenha aparecido até meados do século XVIII, o conceito "pode ser rastreada até ao antigo direito romano, como um sistema pré-definido incluído no sistema de "direito de propriedade". Os romanos tinham um grande sistema de direitos de propriedade, onde eles definiram "muitas coisas que não podem ser propriedade privada" como res nullius, res communes, res publicae e res universitatis. O termo res nullius foi definido como coisas que ainda não foram apropriadas. O termo res comunas foi definido como "coisas que poderiam ser comumente apreciadas pela humanidade, como o ar, a luz solar e o oceano". O termo res publicae se refere a coisas que foram compartilhadas por todos os cidadãos, e o termo res universitatis significava coisas que eram de propriedade dos municípios de Roma. Ao olhar para o domínio público a partir de uma perspectiva histórica, pode-se dizer que a construção da ideia de "domínio público" brotou a partir dos conceitos de res comunas, res publicae e res universitatis no início de direito romano.
Quando a primeira lei de copyright foi estabelecida pela primeira vez no Reino Unido com o Estatuto da Rainha Ana, em 1710, não havia domínio público. No entanto, conceitos semelhantes foram desenvolvidos por juristas britânicos e franceses no século XVIII. Em vez de "domínio público" eles usaram termos como publici juris ou propriété publique para descrever obras que não foram abrangidas pela lei de direitos autorais.
A frase "cair no domínio público" pode ser rastreada até meados do século XIX na França para descrever o fim do prazo de direitos de autor. O poeta francês Alfred de Vigny equiparou a expiração do direito autoral com um trabalho caindo "no buraco da pia do domínio público" e se o domínio público recebe qualquer atenção por parte dos advogados de propriedade intelectual ainda é tratada como pouco mais do que aquilo que é deixado quando os direitos de propriedade intelectual, tais como direitos autorais e patentes, expiram ou são abandonados. Neste contexto histórico, Paul Torremans descreve copyright como um "pequeno recife de coral de direito privado que se projeta a partir do oceano de domínio público". Como a lei de direitos autorais é diferente de país para país, Pamela Samuelson descreveu o domínio público como tendo "tamanhos diferentes em momentos diferentes em diferentes países".

## Definição
As definições dos limites do domínio público em relação aos direitos autorais ou de propriedade intelectual de forma mais geral, consideram o domínio público como um espaço negativo, isto é, consiste em obras que não estão mais em termos de direitos autorais ou nunca foram protegidos pela lei de direitos autorais. De acordo com James Boyle, esta definição sublinha uso comum do termo domínio público e iguala o domínio público para a propriedade pública e trabalha em direitos autorais para a propriedade privada. No entanto, o uso do termo domínio público pode ser mais granular, incluindo por exemplo, o uso de obras com direitos autorais permitidos por exceções aos direitos autorais. Tal definição diz respeito ao trabalho em direitos autorais como propriedade privada sujeita ao fair use e limitações à propriedade. A definição conceitual vem de Lange, que incidiu sobre o que domínio público deve ser: "deve ser um lugar de refúgio para a expressão criativa individual, um santuário conferindo proteção afirmativa contra as forças da apropriação privada que ameaçavam tal expressão". Patterson e Lindberg descrevem o domínio público não como um "território", mas sim como um conceito: "Existem então certos materiais - o ar que respiramos, sol, chuva, espaço, vida, criações, pensamentos, sentimentos, ideias, palavras, números - que não são sujeitos a propriedade privada. Os materiais que compõem o nosso patrimônio cultural devem ser livres para todos os que vivem de usar nada menos do que a matéria necessária para a sobrevivência biológica". O termo domínio público também pode ser usado com outros termos imprecisos e ou indefinidos, como a "esfera pública" ou " recurso comum", incluindo conceitos como "bens comuns da mente", os "recursos comuns intelectuais", e a "informação comum".

### No Brasil
Os direitos autorais (ou direitos de autor) duram por 70 (setenta) anos contados de 1° de janeiro do ano subsequente ao falecimento do autor ou do último coautor, caso uma obra tenha sido produzida entre mais de uma pessoa. Além das obras em que o prazo de proteção aos direitos excedeu, pertencem ao domínio público também: as de autores falecidos que não tenham deixado sucessores; as de autor desconhecido, ressalvada a proteção legal para os conhecimentos étnicos e tradicionais.
Sobre as obras audiovisuais, como filmes de longa-metragem ou curta-metragem, no Brasil, segundo o art. 44 da Lei de Direitos Autorais (Nº 9 610/98), diz que "O prazo de proteção aos direitos patrimoniais sobre obras audiovisuais e fotográficas será de setenta anos, a contar de 1° de janeiro do ano subsequente ao de sua divulgação." Isso é válido em todo território nacional, seja para filmes ou fotografias nacionais ou estrangeiras.
Ou seja: se um filme completar 70 anos de sua exibição, no ano seguinte todos os filmes estarão disponíveis domínio público brasileiro. Um exemplo: em 2016, passaram-se 70 anos dos filmes lançados em 1946; portanto, em 1º de janeiro de 2017, todos os filmes do ano de 1946, como Gilda e a It's a Wonderful Life, passaram a estar no domínio público no Brasil. E assim sucessivamente ano após ano, independentemente do país onde foi produzido. Estima-se que cerca de 100 a 150 filmes americanos caiam no domínio público anualmente no Brasil. Estima se que até o ano de 2017 cerca de 4 000 filmes, animações, curtas metragens produzidos nos Estados Unidos até 1946 estejam no domínio público brasileiro. Outros exemplos de filmes em domínio público no Brasil são Casablanca (1942) e Relíquia Macabra (1941). Busque filmes que caíram no domínio público em Categoria: Filmes por ano e procure por filmes que tenham sido lançado a mais de 70 anos.
Vale lembrar que estes filmes estão no domínio público apenas no Brasil, mas não nos Estados Unidos. Nos Estados Unidos, apenas os filmes feitos até o ano de 1930 estão no domínio público. É estimado que cerca de mil filmes até 1927 estão em domínio público nos Estados Unidos. Além disso, tanto nos Estados Unidos quanto no Brasil, parte da obra de alguns diretores de cinema caem no domínio público após 70 anos de sua morte. Em alguns países esses direitos caem em domínio público após 50 anos da morte do autor.

### Em Portugal
O direito de autor caduca setenta anos após a morte do criador intelectual, mesmo que a obra só tenha sido publicada ou divulgada postumamente. O direito de autor sobre obra atribuída a pessoa colectiva caduca setenta anos após a primeira publicação ou divulgação lícitas.

### Nos Estados Unidos[18][19]
Nos Estados Unidos, os direitos autorais duram pela vida do autor mais 70 anos para obras criadas desde 1978, mas para obras criadas antes disso, determinar a duração é bastante complexo por ela vai variar de acordo com vários fatores. A duração para obras publicadas antes de 1978 era de 75 anos depois de sua publicação, dessa forma obras publicadas em 1922 entraram em domínio público em 1998, porém em 1998 foi aprovada uma lei que estendeu retroativamente a proteção de todas as obras que ainda não estavam em domínio público para 95 anos, dessa forma "congelando" o domínio público por 2 décadas e obras publicadas em 1923 só caíram em domínio público em 2019.
Na maioria dos outros países signatários da Convenção de Berna, o termo copyright é baseado na vida do autor e se estende por 50 ou 70 anos além da morte do autor. (Consulte a lista dos comprimentos de direitos autorais dos países.)
As tradições legais diferem se uma obra de domínio público pode ter seus direitos autorais restaurados. Na União Europeia, a Diretiva de Duração de Direitos Autorais foi aplicada retroativamente, restaurando e estendendo os termos de direitos autorais de material anteriormente de domínio público. As extensões de termos nos Estados Unidos e na Austrália geralmente não removeram obras do domínio público, mas atrasaram a adição de obras. No entanto, os Estados Unidos se afastaram dessa tradição com a Lei dos Acordos da Rodada Uruguai, que removeu do domínio público muitas obras de origem estrangeira que anteriormente não possuíam direitos autorais nos Estados Unidos por não cumprirem os requisitos de formalidades dos Estados Unidos. Consequentemente, nos Estados Unidos, as obras de origem estrangeira e as obras de origem americana são agora tratadas de maneira diferente, com as obras de origem estrangeira permanecendo sob direitos autorais, independentemente da conformidade com as formalidades, enquanto as obras de origem doméstica podem ser de domínio público, caso não cumpram os requisitos de formalidades então existentes - uma situação descrita como estranha por alguns estudiosos e injusta por alguns detentores de direitos baseados nos Estados Unidos.
Trabalhos registrados ou publicados originalmente nos Estados Unidos:
- Se um trabalho foi publicado pela primeira vez antes de 1 de janeiro de 1925, então ele está no domínio público em todas as circunstâncias.
- Se um trabalho foi publicado pela primeira vez nos Estados Unidos entre 1 de janeiro 1925 e 1977, e ele foi publicado SEM notas de direitos autorais, então ele está no domínio público.
- Se um trabalho foi publicado nos Estados Unidos entre 1 de janeiro 1925 e 31 de dezembro de 1963 COM uma nota de direitos autorais, então ele está no domínio público APENAS SE os direitos autorais não foram renovados.
- Se um trabalho foi publicado após 1963 COM uma nota de direitos autorais, então ele teve seus direitos autorais automaticamente renovados nos anos subsequentes e, portanto, NÃO está no domínio público.

Trabalhos publicados originalmente fora dos Estados Unidos:
- Se um trabalho foi publicado pela primeira vez antes de 1925, então ele está no domínio público em todas as circunstâncias.
- Se um trabalho foi publicado pela primeira vez fora dos Estados Unidos entre 1925 e 1977, e não está protegido por direitos autorais em seu país de origem até 1 de janeiro de 1996, então ele está no domínio público. Isto necessita ser definido analisando-se cada caso.

## Obras que não possuem proteção de direitos autorais
Vários países (como, por exemplo, o Brasil) declaram que materiais como constituições e legislações que sejam de sua autoria não estão sujeitos a direitos autorais. Cada caso necessitará ser verificado individualmente.
Nos termos da lei brasileira (lei nº 9 610/98, art. 8º), não possuem proteção de direitos de autor:
1. As ideias, procedimentos normativos, sistemas, métodos, projetos ou conceitos matemáticos como tais;
2. Os esquemas, planos ou regras para realizar atos mentais, negócios ou táticas de jogos e esportes;
3. Os formulários em branco para serem preenchidos por qualquer tipo de informação, científica ou não, e suas instruções;
4. Os textos de tratados ou convenções, leis, decretos, regulamentos, decisões judiciais e demais atos oficiais;
5. As informações de uso comum tais como calendários, agendas, cadastros ou legendas;
6. Os nomes e títulos isolados;
7. O aproveitamento industrial ou comercial das ideias contidas nas obras.

Já em Portugal, toda a informação disponibilizada na Internet pelas direcções gerais e serviços equiparados, bem como os institutos públicos, pode ser livremente utilizada pelo público que a ela acede, desde que se faça menção da respectiva fonte, exceto menção expressa em contrário.

## Uma análise país a país
Para a análise seguinte, "sem tratado" indica que os Estados Unidos não possuem um tratado de copyright com este país, então os trabalhos criados pelos residentes deste país não são protegidos por copyright nos Estados Unidos. "Vida+X" significa que o trabalho estará no domínio público após X anos da morte de seu autor. "Tratado:Vida+X" significa que de acordo com um tratado que o país assinou, ele concordou em estender sua proteção de direitos autorais para "Vida+X", porém isto ainda não foi feito.
Lembre-se que qualquer trabalho publicado antes de 1924 é considerado no domínio público nos Estados Unidos, independentemente do estado dos direitos autorais no país de origem. Além disso, note que outros países podem mudar suas leis de copyright a qualquer momento, e estas leis podem ser retroativas a trabalhos prévios no domínio público.
| - Afeganistão: Antes de 2002, sem tratado. Após 2002, desconhecido. - África do Sul: Vida+50 - Albânia: Vida+50 - Alemanha: Vida+70 As fotos que não são "trabalhos criativos" vão ao domínio público 50 anos após sua criação ou publicação mais recente. - Andorra: Vida+70 - Angola: Vida+50 - Arábia Saudita: Vida+50 - Argélia: Vida+50 - Argentina: Vida+50 - Armênia: Os trabalhos publicados na União Soviética antes de 27 de Maio de 1973 não são protegidos pelas Convenções Internacionais de Direitos autorais e estão portanto no domínio público. - Austrália: Se o autor morreu antes de 1955, seu trabalho está no domínio público. - Áustria: Vida+70 - Azerbaijão: Os trabalhos publicados na União Soviética antes de 27 de Maio de 1973 não são protegidos pelas Convenções Internacionais de Direitos autorais e estão portanto no domínio público. - Barém: Vida+50 - Bangladexe: Vida+50 - Barbados: Vida+50 - Bélgica: Vida+70 - Belize: Vida+50 - Benim: Vida+50 - Bielorrússia: Os trabalhos publicados na União Soviética antes de 27 de Maio de 1973 não são protegidos pelas Convenções Internacionais de Direitos autorais e estão portanto no domínio público. - Bolívia: Vida+50 - Bósnia e Herzegovina: Vida+70 - Brasil: Vida+70 - Brunei: Vida+50 - Bulgária: Vida+50 - Burkina Faso: Vida+50 - Burundi: Vida+50 - Butão: Sem tratado - Camboja: Vida+50 - Canadá: Vida+50 - Cazaquistão: Os trabalhos publicados na União Soviética antes de 27 de Maio de 1973 não são protegidos pelas Convenções Internacionais de Direitos autorais e estão portanto no domínio público. - Chile: Vida+70 - China (R.P.): Vida+50. As fotos vão ao domínio público 50 anos após sua criação. - Chipre: Vida+50 (Tratado:Vida+70) - Colômbia: Vida+80 - Coreia do Sul: Vida+50 - Costa Rica: Vida+70 - Costa do Marfim: Vida+99 - Croácia: Vida+70 - Cuba: Vida+50 - Dinamarca: Vida+70 - Djibuti: Vida+25. (Tratado:Vida+50) - Equador: Vida+70 - Egito: Vida+50 - El Salvador: Vida+50 - Emirados Árabes Unidos: Vida+50 - Eslováquia: Vida+70 - Eslovênia: Vida+70 - Espanha: Vida+70 - Estados Unidos: Veja especificações para trabalhos registrados ou publicados originalmente nos Estados Unidos acima. - Estônia: Os trabalhos publicados na União Soviética antes de 27 de Maio de 1973 não são protegidos pelas Convenções Internacionais de Direitos autorais e estão portanto no domínio público. - Etiópia: Sem tratado - Fiji: Vida+50 - Filipinas: Vida+50, porém isto é contestado. - Finlândia: Vida+70 - França: Vida+70 - Gana: Vida+50 - Geórgia: Os trabalhos publicados na União Soviética antes de 27 de Maio de 1973 não são protegidos pelas Convenções Internacionais de Direitos autorais e estão portanto no domínio público. - Grécia: Vida+70 - Guatemala: Vida+75 - Hong Kong: Vida+50 - Hungria: Vida+70 - Iémen: Aparentemente sem tratado, porém isto é incerto. - Ilhas Salomão: Vida+50 - Índia: Vida+60 As fotografias vão ao domínio público 60 anos após suas criações. - Indonésia: Vida+50 - Iraque: Antes de 2004, Sem tratado. Após 2004, desconhecido. - Irã: Sem tratado - Irlanda: Vida+70 - Islândia: Vida+50 - Israel: Vida+70 - Itália: Vida+50 (Tratado:Vida+70) - Japão: Vida+50 - Jordânia: Vida+50 | - Kuwait: Vida+50 - Laos: Desconhecido - Letónia: Os trabalhos publicados na União Soviética antes de 27 de Maio de 1973 não são protegidos pelas Convenções Internacionais de Direitos autorais e estão portanto no domínio público. - Líbano: Vida+50 - Líbia: Vida+25 - Liechtenstein: Vida+70 - Lituânia: Os trabalhos publicados na União Soviética antes de 27 de Maio de 1973 não são protegidos pelas Convenções Internacionais de Direitos autorais e estão portanto no domínio público. - Luxemburgo: Vida+70 - Macau: Vida+50 As fotografias vão ao domínio público após 25 anos de suas criações. - Madagascar: Vida+70 - Malawi: Vida+50 - Malásia: Vida+50 - Malta: Vida+70 - México: Vida+100 - Moldávia: Os trabalhos publicados na União Soviética antes de 27 de Maio de 1973 não são protegidos pelas Convenções Internacionais de Direitos autorais e estão portanto no domínio público. - Mongólia: Vida+50 - Montenegro: - Marrocos: Vida+50 - Namíbia: Vida+50 - Nepal: Sem tratado - Nova Zelândia: Vida+50 - Níger: Vida+50 - Nigéria: Vida+70 - Noruega: Vida+70 - Oman: Vida+50 - Países Baixos: Vida+70 - Paquistão: Vida+50 As fotografias vão ao domínio público após 50 anos. - Panamá: Vida+50 - Papua-Nova Guiné: Vida+50 - Paraguai: Vida+70, porém se um trabalho foi criado no Paraguai e publicado anteriormente sem uma nota de direitos autorais, ele está no domínio público. - Peru: Vida+70 - Polônia: Vida+70, porém os trabalhos publicados até 23 de Maio de 1994 sem uma nota de direitos autorais clara estão no domínio público. - Portugal: Vida+70 - Qatar: Vida+50 - Quênia: Vida+50 - Quirguistão: Os trabalhos publicados na União Soviética antes de 27 de Maio de 1973 não são protegidos pelas Convenções Internacionais de Direitos autorais e estão portanto no domínio público. - República Checa: Vida+70 - Roménia: Vida+70 - Rússia: Vida+70, porém os trabalhos publicados na União Soviética antes de 27 de Maio de 1973 não são protegidos pelas Convenções Internacionais de Direitos autorais e estão portanto no domínio público. - São Vicente e Granadinas: Vida+50 - Samoa: Vida+75 - São Marino: Sem tratado - Sérvia: Vida+50 - Seychelles: Provavelmente Vida+25, porém isto não é claro. - Singapura: Vida+50 (Tratado:Vida+70) Fotografias e tratados governamentais caem em domínio público 50 anos após a sua publicação. - Sudão: Vida+25 (Tratado:Vida+50) - Suécia: Vida+70 - Suíça: Vida+70 - Síria: Vida+50 - Tajiquistão: Os trabalhos publicados na União Soviética antes de 27 de Maio de 1973 não são protegidos pelas Convenções Internacionais de Direitos autorais e estão portanto no domínio público. - Tailândia: Vida+50 - Taiwan: Vida+50 As fotografias vão ao domínio público após 50 anos. - Tanzânia: Vida+50 - Togo: Vida+50 - Tonga: Vida+50 - Trinidad e Tobago: Vida+50 - Tunísia: Vida+50 - Turquia: Vida+70 - Turcomenistão: Os trabalhos publicados na União Soviética antes de 27 de Maio de 1973 não são protegidos pelas Convenções Internacionais de Direitos autorais e estão portanto no domínio público. - Ucrânia: Os trabalhos publicados na União Soviética antes de 27 de Maio de 1973 não são protegidos pelas Convenções Internacionais de Direitos autorais e estão portanto no domínio público. - Reino Unido: Vida+70 - Uruguai: Vida+50, porém se um trabalho é criado no Uruguai e é publicado pela primeira vez sem uma nota de direitos autorais, o trabalho está no domínio público. - Uzbequistão: Os trabalhos publicados na União Soviética antes de 27 de Maio de 1973 não são protegidos pelas Convenções Internacionais de Direitos autorais e estão portanto no domínio público. - Venezuela: Vida+60 - Vietnã: Vida+50 - Zâmbia: Vida+50 - Zimbabwe: Vida+50 |

## Identificação e acesso
A Creative Commons propôs em 2010 a Marca de Domínio Público (PDM) como símbolo para indicar que um trabalho está livre de restrições de direitos autorais conhecidas e, portanto, em domínio público. A marca de domínio público é análoga ao símbolo de direitos autorais, que atua como aviso de direitos autorais. Os bancos de dados da Europeana usam isso e, por exemplo, no Wikimedia Commons, em fevereiro de 2016, 2,9 milhões de obras (~ 10% de todas as obras) estão listadas como PDM.
Em 1971, Michael Hart lançou o Projeto Gutenberg para digitalizar e preservar todos os livros em domínio público, inicialmente trabalhou na Arpanet e mais tarde na Internet. Em 1996, Brewster Kahle lançou o Internet Archive para preservar livros, música e filmes e até mesmo sites. Em 2001, Jimmy Wales e Larry Sanger lançaram a Wikipedia e em 2003, o Wikisource. Em 2005, Hugh McGuire começou o projeto LibriVox, um site para criar e compartilhar audiolivros. Em 2010, é lançado o site Digital Comic Museum, uma biblioteca digital de histórias em quadrinhos em domínio público.
Há muitos países e continentes que deram os primeiros passos para permitir o acesso a ciência e cultura, um deles é a União Europeia, que em 2008 lançou a biblioteca on-line Europeana com milhões de livros, imagens, áudios, músicas e filmes.

## Dia internacional

Um logotipo em inglês do Dia de Domínio Público 2018/2019 na Polônia

O dia do domínio público é uma observância de quando os direitos autorais expiram e as obras passam para o domínio público. Essa transição legal de obras com direitos autorais para o domínio público geralmente acontece todos os anos em 1º de janeiro, com base nas leis de direitos autorais individuais de cada país.
A observância de um "dia do domínio público" era inicialmente informal; a primeira menção conhecida foi em 2004 por Wallace McLean (um ativista canadense de domínio público), com o apoio para a ideia ecoada por Lawrence Lessig. A partir de 1º de janeiro de 2010, um site do dia do domínio público lista os autores cujas obras estão entrando no domínio público. Existem atividades em países ao redor do mundo por várias organizações, todas sob a bandeira do Dia do Domínio Público.